# Военно-морская медицинская академия
Военно-морская медицинская академия — медицинское учреждение для подготовки врачей Военно-морского флота СССР, существовавшее в период 1940—1956 годов.

## История
Предыстория академии началась 21 октября 1938 года, когда приказом НК ВМФ и НКЗ СССР было объявлено о формировании Военно-морского факультета при 1-м Ленинградском медицинском институте им. И. П. Павлова. Непосредственным организатором факультета и его первым начальником стал ректор 1-го ЛМИ Леонид Харитонович Кечкер. На факультете были организованы специальные кафедры: военно-морских и морских санитарных дисциплин (начальник — военврач 1-го ранга Василий Иванович Шестов); военно-морской хирургии (начальник — бригврач, главный хирург 1-го Военно-морского госпиталя Борис Васильевич Пунин); патологии и терапии пораженных боевыми химическими и бактериальными средствами. Кроме этого в состав факультета была включёна кафедра педиатрии Н. И. Красногорского. Первый выпуск военно-морских врачей и набор на I курс военно-морского факультета состоялись в 1939 году.
Однако вскоре, 10 июня 1940 года, для удовлетворения потребностей флота по предложению народного комиссара ВМФ СССР адмирала Н. Г. Кузнецова было решено создать самостоятельную Военно-морскую медицинскую академию на базе 3-го Ленинградского медицинского института, развернутого на базе больницы им. А. А. Нечаева. Академии был также передан Институт санитарно-химической защиты Наркомздрава СССР. Для размещения курсантов (несколько позже своего открытия) академия получила одну из казарм лейб-гвардии Семёновского полка на Рузовской улице.
Возглавил академию бригврач Алексей Иванович Иванов. В «Положении о Военно-Морской медицинской академии было указано:

ВММА является высшим медицинским учебным заведением и имеет целью готовить кадры специалистов — врачей ВМФ, способных овладевать передовой наукой и техникой, вооруженных знаниями, готовых защищать советскую Родину. ВММА должна являться объединяющим и руководящим центром медицинской мысли на флоте.
Было создано 2 факультета: факультет подготовки врачей для ВМФ и факультет руководящего состава медицинской службы (высшие курсы усовершенствования медицинской службы ВМФ).
В числе преподавателей были профессора: С. С. Вайль, А. В. Триумфов, А. К. Ленц, А. П. Парфенов, В. В. Гриневская, Я. Д. Михельсон, М. Г. Рамм, Галкин, А. Я. Цигельник, Д. М. Рутенбург, Е. Ж. Трон, А. Л. Мясников, М. М. Нисневич, В. Л. Гилпниц, Г. А. Зедгенидзе, П. А. Алисов, Б. А. Долго-Сабуров, А. П. Быстров; доценты Л. А. Эмдин, З. М. Волынский, И. Д. Житнюк.
В связи с началом Великой Отечественной войны, на первом выпускном курсе были прерваны государственные экзамены и 222 врача получили назначения на действующие флоты и флотилии. В августе того же года был произведён второй ускоренный выпуск военно-морских врачей без сдачи государственных экзаменов. В конце ноября 1941 года академия была эвакуирована в Киров. При эвакуации, 28 ноября 1941 года, когда Ладога уже почти полностью покрылась льдом, на старой барже погибло большинство врачей академии. В Кирове академия получила для учебного процесса здание Рабфака, затем здание медицинского техникума. Клиническая база была основана на базе военно-морского госпиталя и ряда эвакогоспиталей. В Кирове к академии присоединились, работавшие в госпиталях, И. И. Джанелидзе, А. В. Мельников, В. М. Уваров. С 16 января 1942 года начались занятия на 4-м курсе, а с 18 февраля 1942 года на младших курсах академии.
Любопытна справка заведующего военным отделом Кировского обкома ВКП(б) Снегова от 13 мая 1943 года:

Среди профессорско-преподавательского состава Академии существует две профессиональные группировки. Первая, «старых морских волков», прибывшая в Академию с флота и имеющая большой служебный стаж, но незначительный научно-педагогический опыт (Пунин, Заринский, Морев, Засосов и другие). Эти люди считают себя бывалыми моряками, гордятся своим военно-морским стажем и требуют, чтобы с ними считались. Вторая группа, «пиджачники», это профессорско-преподавательский состав, зачисленный в Академию при ее организации из 3-го Ленинградского медицинского института. Эта группа недостаточно подготовлена в военно-морском деле, но имеющая большой опыт научно-педагогической работы, что ставит себе в заслугу. Между этими двумя группами проводится постоянная борьба за начальствование на кафедрах, за места на профессорских, доцентских и ассистентских должностях.
В это время, мае 1943 года, в штатах Академии (без клиники) в качестве начальственного, младшего начальственного, рядового и вольнонаемного состава числилось 794 человека. Курсантов и слушателей Академии, включая находящихся в командировках на флотах было 838 человек.
В Ленинград академия вернулась в течение 1944—1945 годов.
В 1956 году Военно-морская медицинская академия была расформирована, а на её базе был создан  военно-морской факультет Военно-медицинской академии.